# Gaston Aumoitte
Gaston Achille Louis Aumoitte (Hanoi, Vietnam, 19 de desembre de 1884 – Sainte-Foy-la-Grande, Gironda, 30 de desembre de 1957) va ser un jugador de croquet francès, que va competir a finals del segle xix i primers de xx. El 1900 va prendre part en els Jocs Olímpics de París, on guanyà dues medalles d'or en la competició de croquet, en les proves individuals a una bola i dobles.